# Sark
För andra betydelser, se Sark (olika betydelser).
Sark (uttal: [sɑːk], normandiska: Sèr eller Cerq; franska: Sercq) är en av de brittiska kanalöarna som åtnjuter ett omfattande självstyre inom fögderiet Guernsey, vilket är ett självstyrande område under den brittiska monarken som inte ingår i det Förenade konungariket Storbritannien och Nordirland. Sark har en egen jurisdiktion men ingen egen polis. Däremot kan Sarks myndigheter begära handräckning från polisen på Guernsey. Sark är 5,45 km² stort och har 492 invånare (2015). Ön är en bilfri zon, endast hästdragna fordon, traktorer med tillstånd, eldrivna fordon för handikappade och cyklar är tillåtna. Den består av "Big Sark" och "Little Sark", förbundna av ett knappt tre meter brett näs, La Coupée, med en fallhöjd på cirka 100 meter. Även Brecqhou tillhör Sark.
Fram till 2008 var Sark Västeuropas sista feodalt styrda territorium, grundat i konstitutionella urkunder (letters patent) som gick tillbaka till 1565. Men efter brittiska påtryckningar om demokratiska reformer, i enlighet med FN-stadgan om de mänskliga rättigheterna, hölls den 10 december 2008 de första fria valen i öns historia då 28 ledamöter valdes in i den lagstiftande församlingen kallad Chief Pleas. De två mediamiljardärerna David och Frederick Barclay, bosatta på Brecqhou, engagerade sig i valkampen och förespråkade större förändringar av det urgamla styressättet på Sark. När valresultatet visade att bara två av de nio Barclaystödda kandidaterna blivit invalda i Chief Pleas valde Barclayfamiljen att som protest stänga sina fyra hotell och tre restauranger på Sark.